# L'Élite de Brooklyn
Pour plus de détails, voir Fiche technique et Distribution.
L'Élite de Brooklyn (Brooklyn's Finest) est un film américain réalisé par Antoine Fuqua, sorti en 2009. 
Il est présenté au festival du film de Sundance 2009 puis à la Mostra de Venise 2009.

## Synopsis
Eddie, Sal et Tango sont trois policiers du 65e district (un arrondissement fictif), l'un des plus dangereux du nord de Brooklyn. Eddie, à la retraite dans une semaine, tente de trouver du réconfort dans l'alcool et auprès de Chantel, une jeune prostituée. Quant à Sal, qui travaille à la brigade des stupéfiants, il a du mal à joindre les deux bouts. Sa femme est enceinte et a des complications. Leur maison est bien trop petite car ils attendent des jumeaux et vont passer de cinq à sept personnes. De son côté, Tango veut revenir en arrière : depuis plusieurs années, il travaille sous couverture et se fait passer pour un trafiquant de drogue. Mais il a dû pour cela faire une année de prison, et sa femme a demandé le divorce.
Mais les chemins d'Eddie, Sal et Tango vont bientôt se croiser le jour où l'enfer se déchaîne sur Brooklyn.

## Fiche technique
- Titre original : Brooklyn's Finest
- Titre français : L'Élite de Brooklyn
- Réalisation : Antoine Fuqua
- Scénario : Michael C. Martin
- Photographie : Patrick Murguia
- Montage Barbara Tulliver
- Musique : Marcelo Zarvos (en)
- Direction artistique : Peter Baran
- Décors : Mila Khalevich
- Costumes : Juliet Polcsa
- Casting : Suzanne Smith, Mary Vernieu
- Producteurs : Elie Cohn, Basil Iwanyk, John Langley, John Thompson
- Sociétés de production : Millenium Films, Thunder Road Pictures, Langley Films et Fuqua Films
- Sociétés de distribution :  Overture Films (Etats-Unis), VVS Films (Canada), Metropolitan Filmexport (France)
- Pays de production :  États-Unis
- Langue originale : anglais
- Format :  couleur – 35 mm – 2,35:1 – son  Dolby Digital - DTS - SDDS
- Genre : drame, policier, action, thriller
- Durée : 132 minutes
- Dates de sortie[2] :
  - États-Unis : 16 janvier 2009 (festival du film de Sundance)
  - États-Unis : 5 mars 2010
  - France : 5 mai 2010
- Classification Public : interdit aux moins de 12 ans en France

## Distribution
- Richard Gere (VF : Richard Darbois[3] et VQ : Hubert Gagnon) [4] : Agent Edward "Eddie" Dugan, un flic à quelques jours de la retraite.
- Don Cheadle  (VF : Lucien Jean-Baptiste[5] et VQ : François L'Écuyer) [4] : Inspecteur Clarence "Tango" Butler, un policier infiltré.
- Ethan Hawke  (VF : Joël Zaffarano[6] et VQ : Jean-François Beaupré) [4] : Inspecteur Salvatore "Sal" Procida.
- Wesley Snipes  (VF : Thierry Desroses[7] et VQ : Jean-Luc Montminy) [4] : Casanova "Caz" Phillips
- Will Patton  (VF : Féodor Atkine et VQ : Benoit Rousseau) [4] : Lieutenant Bill Hobarts
- Lili Taylor (VF : Déborah Perret et VQ : Valérie Gagné) [4] : Angela
- Michael K. Williams (VF : Frantz Confiac) : Red
- Brian F. O'Byrne (VF : Vincent Ropion et VQ : François Godin) [4] : Ronny Rosario
- Shannon Kane (VQ : Aurélie Morgane) [4] : Chantel
- Ellen Barkin (VQ : Claudine Chatel) [4] : Agent Smith
- Vincent D'Onofrio (VF : Gilles Morvan et VQ : Stéphane Rivard) [4] : Carlo
- Wass Stevens (VF : Olivier Destrez et VQ : Manuel Tadros) [4] : L'inspecteur Patrick Leary
- Wade Allain Marcus (VF : Günther Germain ; VQ : Jacques Lussier) [4] : C-Rayz
- Logan Marshall-Green (VF : Serge Faliu et VQ : Frédérik Zacharek) [4] : Melvin Panton
- Jesse Williams (VF : Stéphane Pouplard et VQ : Gabriel Lessard) [4] : Eddie Quinlan
- John D'Leo : Vinny
- Sarah Thompson : Sarie Fairley, une portée disparue
- Tobias Truvillion : Gutta
- Tawny Cypress : Allisa Hughes

## Production
Le film a été tourné dans trois boroughs de New York : Manhattan, Queens et Brooklyn.

## À noter
- Le titre original du film renvoie à la chanson Brooklyn's Finest de Jay-Z et The Notorious B.I.G. sortie en 1996. Un autre morceau de Jay-Z, Run This Town, est d'ailleurs utilisé dans la bande-annonce du film.
- On peut aussi entendre la chanson de Busta Rhymes Where's My Money, lors de la fusillade entre Sal et les gangsters.

## Récompenses et distinctions
Le film a obtenu un prix et dix nominations lors des festivals BET Awards, Black Reel Awards et NAACP Image Awards.